# Alison LaPlaca
Alison LaPlaca (født 16. december 1959, i New Jersey) er en amerikansk skuespiller bedst kendt for rollen som yuppie Linda Phillips i Fox sitcoms Duet og dens spin-off Open House, som begge blev vist i slutningen af 1980'erne.

## Biografi

### Tidlige liv og karriere
LaPlaca er uddannet på Stevenson High School i Lincolnshire, Illinois, en forstad til Chicago.  Hun gik på Illinois Wesleyan University, hvor hun læste drama. Hun medvirkede i et cirkusshow, Cirkus Fantastic, i Marriotts Great America, nu Six Flags Great America.
Hun flyttede til Hollywood.

## Eksterne links
- Alison LaPlaca på Internet Movie Database (engelsk)
- Alison LaPlaca på Filmdatabasen
- Alison LaPlaca på Svensk Filmdatabas (svensk)
- Alison LaPlaca på AlloCiné (fransk)
- Alison LaPlaca på AllMovie (engelsk)
- Alison LaPlaca på The Movie Database (engelsk)
- Alison LaPlaca på Behind The Voice Actors (engelsk)
- Skabelon:Amg